# Фрэцикэ, Мирча
Мирча Фрэцикэ (рум. Mircea Frățică, род.14 июля 1957) — румынский дзюдоист, чемпион Европы, призёр чемпионатов мира и Олимпийских игр.

## Биография
Родился в 1957 году в Погоанеле. В 1980 году стал бронзовым призёром чемпионата Европы, но на Олимпийских играх в Москве занял лишь 5-е место. В 1982 году стал чемпионом Европы. В 1983 году завоевал бронзовую медаль чемпионата мира. В 1984 году стал обладателем бронзовой медали Олимпийских игр в Лос-Анджелесе.